# Owen Falls
Die Owen Falls sind ein Wasserfall bislang nicht ermittelter Fallhöhe in der Region Waikato auf der Nordinsel Neuseelands. Im Gebiet der Ortschaft Waipā Valley im Waitomo District liegt er nördlich des Ortszentrums um Lauf des Waipā River.